# Två mig, o Herre, så vit såsom snö
Två mig, o Herre, så vit såsom snö är en sång från 1892 med text av Eliza Edmunds Hewitt. Musiken är komponerad av William J. Kirkpatrick.

## Publicerad i
- Frälsningsarméns sångbok 1968 som nr 224 under rubriken "Helgelse".
- Frälsningsarméns sångbok 1990 som nr 449 under rubriken "Helgelse".